# TuS Dassendorf
TuS Dassendorf is een Duitse sportvereniging uit Dassendorf, in de Kreis Herzogtum Lauenburg in Sleeswijk-Holstein. Het eerste voetbalelftal speelde twee jaar in de Oberliga Hamburg/Schleswig-Holstein en nam tot nu toe drie keer deel aan de DFB-Pokal en won die cuo ook drie keer. De vereniging heeft 750 leden. Alhoewel Dassendorf in Sleeswijk-Holstein ligt is de vereniging aangesloten bij het Hamburger Fußball-Verband.
Van 2014 t/m 2018 werd TuS Dassendorf vijf keer achterelkaar kampioen van de Oberliga maar zag telkenmale af van deelname aan de promotieseries voor de Regionalliga Nord. Juist dát is een reden voor veel spelers om zich bij Dassendorf aan te melden.

## Eindklasseringen vanaf 1987
| Seizoen | Competitie                          | Niveau | Eindstand | DFB Pokal | Opmerking |
| ------- | ----------------------------------- | ------ | --------- | --------- | --- |
| 1986/87 | Kreisliga 2                         | VII    | 12        | --        | |
| 1987/88 | Kreisliga 3                         | VII    | 11        | --        | |
| 1988/89 | Kreisliga 3                         | VII    | 10        | --        | |
| 1989/90 | Kreisliga 3                         | VII    | 10        | --        | |
| 1990/91 | Kreisliga 3                         | VII    | 10        | --        | |
| 1991/92 | Kreisliga 3                         | VII    | 11        | --        | |
| 1992/93 | Kreisliga 3                         | VII    | 13        | --        | |
| 1993/94 | Kreisliga 3                         | VII    | 11        | --        | |
| 1994/95 | Kreisliga 3                         | VIII   | 1         | --        | invoering Regionalliga Nord                                                                                          |
| 1995/96 | Bezirksliga Hamburg-Ost             | VII    | 1         | --        | |
| 1996/97 | Landesliga Hamburg Hansa            | VI     | 1         | --        | |
| 1997/98 | Verbandsliga Hamburg                | V      | 3         | --        | |
| 1998/99 | Verbandsliga Hamburg                | V      | 1         | --        | |
| 1999/00 | Oberliga Hamburg/Schleswig-Holstein | IV     | 9         | --        | Winnaar Hamburger Pokal > SV Börnsen: 5-1                                                                            |
| 2000/01 | Oberliga Hamburg/Schleswig-Holstein | IV     | 14        | 1e ronde  | < SpVgg Unterhaching: 0-5                                                                                            |
| 2001/02 | Verbandsliga Hamburg                | V      | 10        | --        | |
| 2002/03 | Verbandsliga Hamburg                | V      | 13        | --        | |
| 2003/04 | Verbandsliga Hamburg                | V      | 13        | --        | herinvoering eenklassige Oberliga Nord                                                                               |
| 2004/05 | Landesliga Hamburg Hammonia         | VI     | 6         | --        | |
| 2005/06 | Landesliga Hamburg Hammonia         | VI     | 7         | --        | |
| 2006/07 | Landesliga Hamburg Hammonia         | VI     | 3         | --        | |
| 2007/08 | Landesliga Hamburg Hammonia         | VI     | 3         | --        | |
| 2008/09 | Landesliga Hamburg Hammonia         | VI     | 8         | --        | |
| 2009/10 | Landesliga Hamburg Hammonia         | VI     | 7         | --        | |
| 2010/11 | Landesliga Hamburg Hammonia         | VI     | 5         | --        | |
| 2011/12 | Landesliga Hamburg Hammonia         | VI     | 7         | --        | |
| 2012/13 | Landesliga Hamburg Hammonia         | VI     | 2         | --        | promotie play-off > SC Alstertal-Langenhorn: 1-1 uit, 3-1 thuis                                                      |
| 2013/14 | Oberliga Hamburg                    | V      | 1         | --        | ziet af van promotieserie naar Regionalliga Nord                                                                     |
| 2014/15 | Oberliga Hamburg                    | V      | 1         | --        | ziet af van promotieserie naar Regionalliga Nord                                                                     |
| 2015/16 | Oberliga Hamburg                    | V      | 1         | --        | ziet af van promotieserie naar Regionalliga Nord                                                                     |
| 2016/17 | Oberliga Hamburg                    | V      | 1         | --        | ziet af van promotieserie naar Regionalliga Nord                                                                     |
| 2017/18 | Oberliga Hamburg                    | V      | 1         | --        | ziet af van promotieserie naar Regionalliga Nord; Winnaar Hamburger Pokal > Niendorfer TSV: 2-0                      |
| 2018/19 | Oberliga Hamburg                    | V      | 3         | 1e ronde  | < MSV Duisburg, 0-1; Winnaar Hamburger Pokal > Eintracht Norderstedt: 2-1                                            |
| 2019/20 | Oberliga Hamburg                    | V      | 1         | 1e ronde  | < Dynamo Dresden, 0-3; competitie afgebroken i.v.m. coronapandemie; TuS ziet af van promotie naar Regionalliga Nord; |
| 2020/21 | Oberliga Hamburg                    | V      | 1         | --        | competitie na 6 wedstrijden afgebroken i.v.m. coronapandemie.                                                        |
| 2021/22 | Oberliga Hamburg                    | V      | 1         | --        | 1e Staffel Oost; TuS ziet af van promotie naar Regionalliga Nord                                                     |
| 2022/23 | Oberliga Hamburg                    | V      | 2         | --        | Ligatopscorer: Martin Harnik (46)                                                                                    |
| 2023/24 | Oberliga Hamburg                    | V      | 2         | --        | Ligatopscorer: Martin Harnik (28)                                                                                    |
| 2024/25 | Oberliga Hamburg                    | V      | 2         | --        | |
| 2025/26 | Oberliga Hamburg                    | V      | .         | --        | |